# Punktplätt
Punktplätt (Dacrymyces tortus) är en svampart som först beskrevs av Carl Ludwig von Willdenow, och fick sitt nu gällande namn av Elias Fries 1828. Punktplätt ingår i släktet Dacrymyces och familjen Dacrymycetaceae.  Arten är reproducerande i Sverige. Inga underarter finns listade i Catalogue of Life.